# Marcin Danielewicz
Marcin Danielewicz (ur. 29 kwietnia 1976 w Białymstoku) – polski piłkarz, reprezentant Polski w piłce nożnej plażowej.

## Przebieg kariery
Danielewicz karierę rozpoczynał w Jagiellonii Białystok. W 1996 roku przeszedł do ŁKS-u Łódź, w barwach którego rozegrał 36 meczów w ekstraklasie. Grał również m.in. w: Polonii Gdańsk, Świcie Nowy Dwór Mazowiecki, Mazowszu Grójec czy Starcie Otwock. W barwach drużyny z Otwocka, podczas meczu 1/16 finału Pucharu Polski w sezonie 2007/2008, spotkał swoich byłych kolegów z ŁKS-u Łódź. ŁKS to spotkanie wygrał, a Danielewicz odszedł do Milanu Milanówek, w którym zakończył karierę.